# فرجيل ماردرسكو
فيرجيل ميرديريسكو (بالرومانية: Virgil Mărdărescu)‏ (15 يوليو 1921 - 11 يونيو 2003) هو مدرب كرة قدم روماني.
سنة 1969، تم تعيينه مدربا للمنتخب الروماني «ب» المعروف باسم فريق رومانيا الأولمبي، وقام بجولة في إسرائيل وأستراليا.
في عام 1976، قاد المنتخب المغربي للفوز بكأس الأمم الأفريقية، لكنه لم يتمكن من متابعة هذا النجاح في دورة 1978 عندما خرج المنتخب من الدور الأول.
ابنه جيل ماردرسكو لعب رفقة بيليه في نادي نيويورك كوسموس في دوري أمريكا الشمالية.

## إنجازاته

### الأندية
أرغيس بيتيشت ‏
- كأس رومانيا: الوصافة خلال موسم 1964–65

بوليتنيكا ياشي
- الدوري الروماني الثاني: 1972-73

### المنتخبات
المنتخب المغربي
- كأس الأمم الأفريقية: 1976
- دورة الألعاب العربية: 1976

## روابط خارجية
- فرجيل ماردرسكو على موقع ناشيونال فوتبول تيمز (الإنجليزية)